# Jedłownik
Jedłownik – część Wodzisławia Śląskiego, w jednostce pomocniczej gminy (dzielnicy) Jedłownik – Turzyczka – Karkoszka.
Zabudowa Jedłowika ma charakter podmiejski. Obecnie na terenie Jedłownika działa zgromadzenie Sióstr Opatrzności Bożej. Mieści się tu zabytkowy dwór, a także SP nr 2. Działają: OSP „Jedłownik” oraz „Brać Górnicza”. Na terenie dzielnicy działa „Klub Sportowy Gosław Jedłownik”.

## Historia Jedłownika

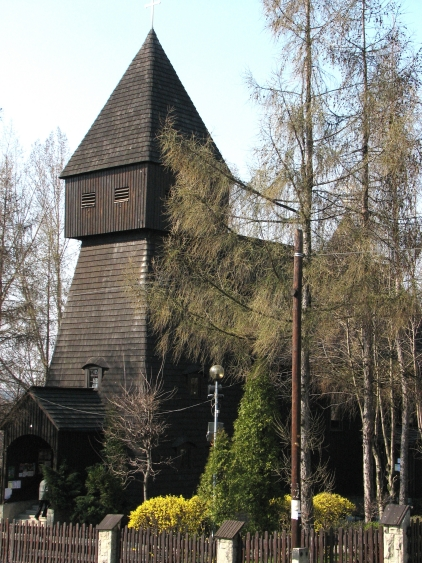
Stary Kościół z Jedłownika wybudowany prawdopodobnie w 1647 r. W 1974 r. przeniesiony do Jastrzębia-Zdroju

Jedłownik wzmiankowany po raz pierwszy jest w 1239 r.. W tym czasie właścicielem wsi był komes Gosław, który w tamtym roku, a więc przed najazdem Tatarów w 1241 r., posiadał w księstwie raciborskim rozległe dobra. Istnieje prawdopodobieństwo, że w swej rodzinnej siedzibie - Jedłowniku ufundował kościół już w początkach XIII w. Jedłownik według starych podań jest jedną z najstarszych miejscowości na Śląsku o czym ma świadczyć mimo bliskości Wodzisławia, istniejąca tu na pewno od XIII w. samodzielna parafia. W XVI w. Jedłownik wszedł w skład utworzonego dekanatu wodzisławskiego. Dawny kościół drewniany, odbudowany w I poł. XVII w. istniał pierwotnie pw. św. Marka. W 1688 obok św. Marka pojawia się św. Barbara jako patronka. W 1697 pozostaje jako patron tylko św. Marek. W XVIII w. św. Marek jako patron idzie w zapomnienie i powraca św. Barbara jako patronka kościoła. W 1885 kościół został odnowiony. W 1974 w związku z budową nowego kościoła przeniesiony do Jastrzębia-Zdroju, gdzie został poświęcony 3 grudnia 1974.
Obecny kościół Matki Bożej Wszechpośredniczki Łask i św. Antoniego z Padwy zbudowany został w latach 1949-1952. Poświęcony 21 IX 1952. Projektantem kościoła był Hanak z Olzy. Wnętrze zaprojektował artysta plastyk Józef Kołodziejczyk. Na terenie parafii znajduje się dom opieki prowadzony przez Siostry Opatrzności Bożej. Zgromadzenie to objęło w posiadanie pałac z przyległym ogrodem. W okresie międzywojennym siostry prowadziły zakład dla moralnie zaniedbanych dziewcząt. W latach wojennych dom przeznaczono jako schronisko dla przesiedleńców. Po wojnie, w 1945 Siostry odzyskały dom organizując w nim zakład opiekuńczy dla sierot, następnie dla głęboko upośledzonych dziewcząt.
W roku 1810 na terenach Wodzisławia doszło do wybuchu powstania chłopskiego, któremu przewodniczył sołtys z Jedłownika - Józef Bienia. Powstanie zostało rozbite, a przywódcę aresztowano. Zaś w 1946 nastąpiło przyłączenie do Wodzisławia Jedłownika wraz z przylegającą do niego Karkoszką i utworzenie dzielnicy Wodzisław Śląski-Jedłownik. Historycznym terenem dzielnicy jest również część Jedłownika posiadająca obecnie status samodzielnej dzielnicy – Jedłownik Szyb.
Lokalne święto

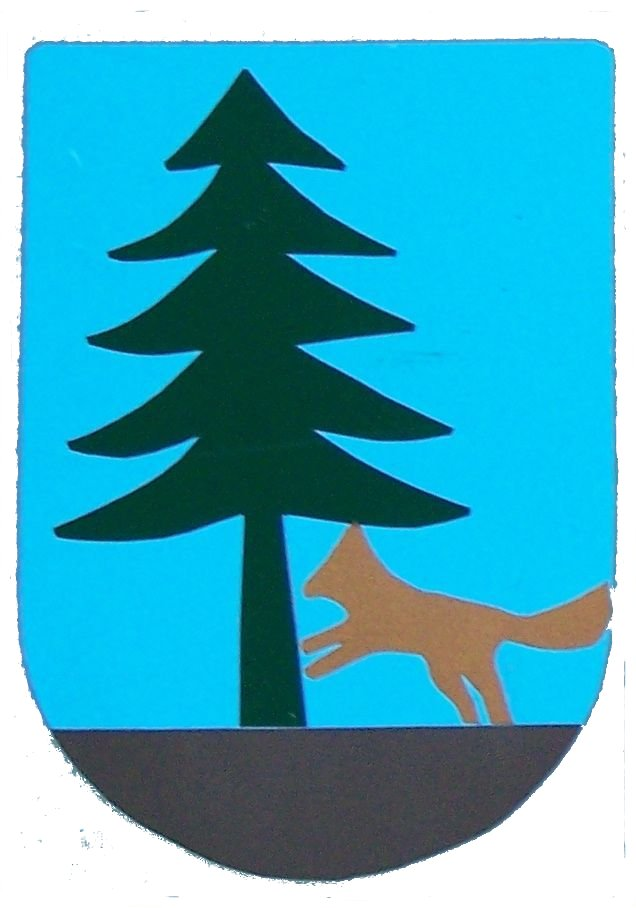
Takiego herbu używał Jedłownik obecna dzielnica Wodzisławia Śl

Historia Święta Gradowego w parafii sięga 1848 roku. Wtedy to 19 czerwca na Jedłownik i okolicę spadł straszliwy grad siejąc spustoszenie wśród upraw. Na domiar złego następnego dnia zerwał się tak silny huragan, że wyrywał drzewa, niszczył zabudowania. Tego tragicznego dnia runęła wieża kościelna, która zniszczyła część Kościoła św. Barbary i organy. We wsi nie pozostał ani jeden nieuszkodzony dom.
Ludność Jedłownika z dnia na dzień stała się żebraczą, co trwało przez lata, nim szkody zostały naprawione. Parafianie widząc nieszczęścia jakie na nich spadły, ślubowali wybudować kościół pod wezwaniem św. Antoniego, jeśli w przyszłości zostaną zachowani od podobnych nieszczęść.
Mija 100 lat od wydarzeń z 19 czerwca 1848 r. Z Kościoła MB Fatimskiej w Turzy wyrusza procesja niosąca relikwie św. Antoniego do jedłownickiej parafii św. Barbary. Kiedy zbliżano się do Jedłownika zerwała się straszliwa burza i huragan podobne do tych sprzed wieku. Parafianie wraz z ówczesnym proboszczem ks. Kasperczykiem odczytali to jako upomnienie się św. Antoniego o kościół, który ślubowali wybudować parafianie.
Topograficzny opis Górnego Śląska z 1865 roku notuje stosunki ludnościowe na terenie wsi – „Die Einwohnerzahl des Dorfes bestebt aus 356 polnisch redenden Menschen in 69 Haushaltungen (...).” czyli w tłumaczeniu na język polski „Liczba mieszkańców wsi wynosi 356 ludzi mówiących po polsku w 69 gospodarstwach domowych(...)”.
Następnego dnia utworzył się komitet budowy nowego kościoła. 19 maja 1949 roku rozpoczęto kopanie fundamentów. Projektantem kościoła był P. Tchorzewski, architekt powiatowy Rybnika. 21 września 1952 roku nowa świątynia pod wezwaniem Matki Bożej Wszechpośredniczki Łask i św. Antoniego z Padwy została poświęcona przez biskupa Herberta Bednorza.
Odpust ku czci Św.Antoniego z Padwy 13 czerwca.

## Galeria

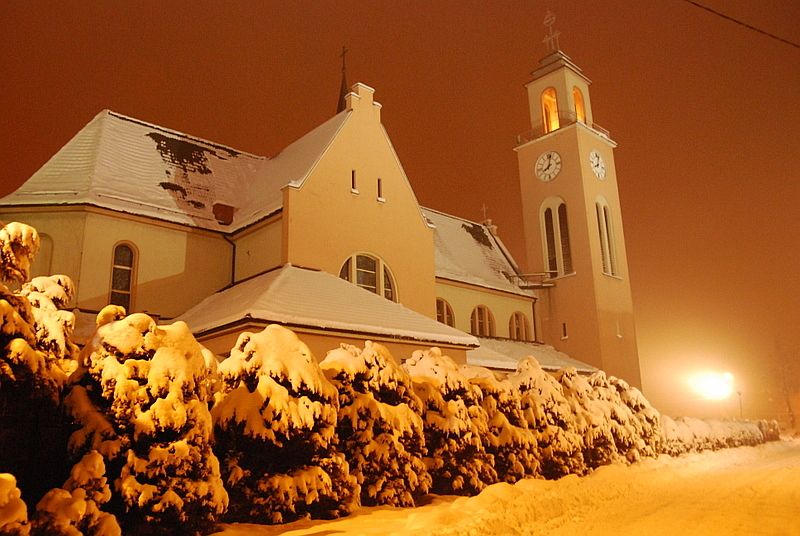
Nowy kościół w Jedłowniku
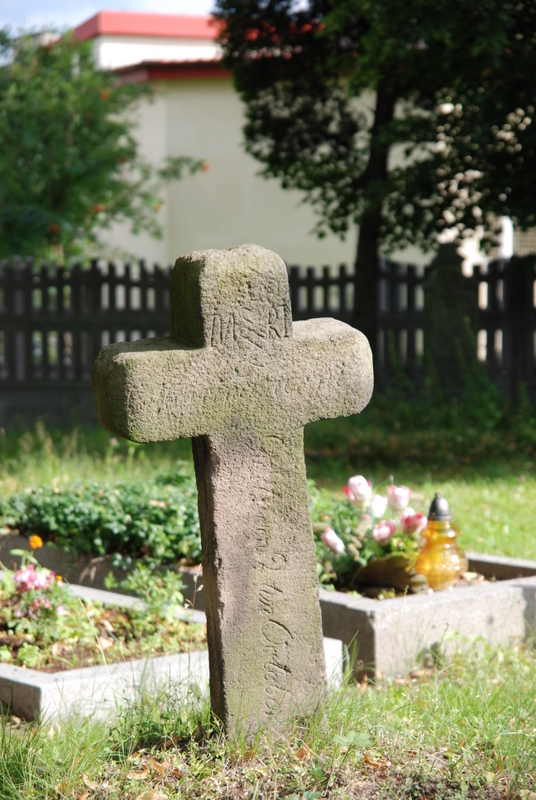
Krzyż Pokutny w Jedłowniku
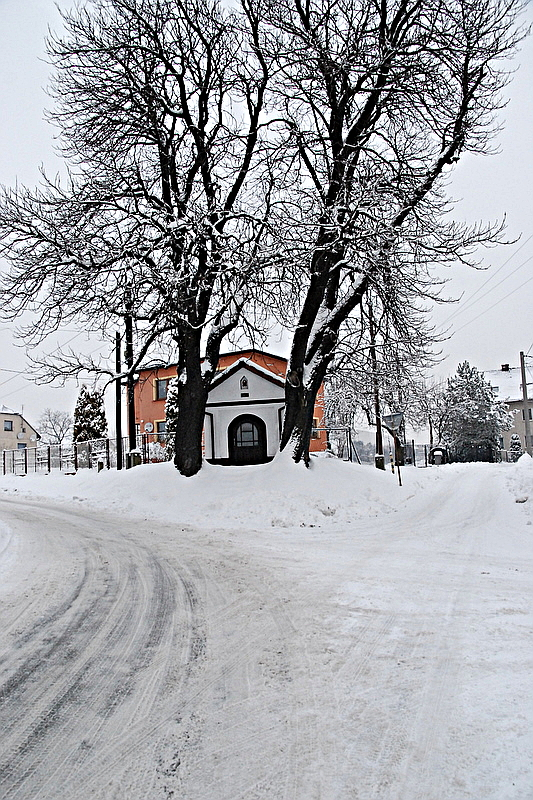
Jedłownik zimą 2010 r.